# Супутники (Доктор Хто)
У британському науково-фантастичному серіалі Доктор Хто супутниками називають персонажів, які мандрують у часі та просторі з головним героєм — Доктором. Він іншопланетянином раси Володарів часу з планети Галліфрей. Нижче наведено список супутників Доктора, які є героями телесеріалу і повнометражного фільму 1996 року.

## Супутники Доктора

### СупутникиПершого Доктора
| Номер | Супутник      | Актор          | Сезон | Перша поява                             | Остання поява               | К-сть історій |
| ----- | ------------- | -------------- | ----- | --------------------------------------- | --------------------------- | ------------- |
| 1     | С'юзан Форман | Керол Енн Форд | 1-2   | Неземне дитя                            | Вторгнення далеків на Землю | 10            |
| 2     | Барбара Райт  | Жаклін Хілл    | 1-2   | Неземне дитя                            | Гонитва                     | 16            |
| 3     | Ієн Честертон | Вільям Расселл | 1-2   | Неземне дитя                            | Гонитва                     | 16            |
| 4     | Вікі Палістер | Морін О'Брайен | 2-3   | Порятунок                               | Творці міфів                | 9             |
| 5     | Стівен Тейлор | Пітер Первес   | 2-3   | Гонитва                                 | Дикуни                      | 9             |
| 6     | Катаріна      | Адріан Хілл    | 3     | Творці міфів                            | План повелителя далеків     | 2             |
| 7     | Сара Кінгдом  | Джин Марш      | 3     | План повелителя далеків                 | План повелителя далеків     | 1             |
| 8     | Додо Чаплет   | Джеккі Лейн    | 3     | Різанина напередодні Святого Варфоломія | Воєнні машини               | 6             |
| 9     | Поллі         | Аннік Віллс    | 3-4   | Воєнні машини                           | Десята планета              | 3             |
| 10    | Бен Джексон   | Майкл Крейзл   | 3-4   | Воєнні машини                           | Десята планета              | 3             |

### СупутникиДругого Доктора
| Номер | Супутник            | Актор                      | Сезони | Перша поява      | Остання поява | К-сть історій |
| ----- | ------------------- | -------------------------- | ------ | ---------------- | ------------- | ------------- |
| 9     | Поллі               | Аннік Віллс                | 3-4    | Сила далеків     | Безликі       | 6             |
| 10    | Бен Джексон         | Майкл Крейзл               | 3-4    | Сила далеків     | Безликі       | 6             |
| 11    | Джемі МакКріммон    | Фрейзер Хайнс Хаміш Вілсон | 4-6    | Горці            | Воєнні ігри   | 20            |
| 12    | Вікторія Ватерфільд | Дебора Вейтлінг            | 4-5    | Зло далеків      | Лють          | 7             |
| 13    | Зої Херіот          | Венді Падбері              | 5-6    | Колесо в космосі | Воєнні ігри   | 8             |

### СупутникиТретього Доктора
| Номер | Супутник        | Актор            | Сезони | Перша поява               | Остання поява   | К-сть історій |
| ----- | --------------- | ---------------- | ------ | ------------------------- | --------------- | ------------- |
| 14    | Ліз Шо          | Каролін Джон     | 7      | Космічний передовий загін | Пекло           | 4             |
| 15    | Джо Грант       | Кеті Меннінг     | 8-10   | Терор автонів             | Зелена смерть   | 15            |
| 16    | Сара Джейн Сміт | Елізабет Слейден | 11     | Воїн часу                 | Планета павуків | 5             |

### СупутникиЧетвертого Доктора
| Номер | Супутник        | Актор                    | Сезони | Перша поява        | Остання поява        | К-сть історій |
| ----- | --------------- | ------------------------ | ------ | ------------------ | -------------------- | ------------- |
| 16    | Сара Джейн Сміт | Елізабет Слейден         | 11-14  | Робот              | Рука страху          | 13            |
| 17    | Гаррі Саліван   | Єн Мартер                | 12-13  | Робот              | Вторгнення андроїдів | 7             |
| 18    | Ліла            | Лузі Джеймсон            | 14-15  | Обличчя зла        | Часове вторгнення    | 9             |
| 19    | K-9 Mark I      | озвучений Джоном Лісоном | 15     | Невидимий ворог    | Часове вторгнення    | 5             |
| 20    | K-9 Mark II     | озвучений Джоном Лісоном | 15-18  | Операція Рібос     | Брама воїнів         | 17            |
| 21    | Перша Романа    | Мері Тамм                | 16     | Операція Рібос     | Момент Армагеддону   | 6             |
| 25    | Друга Романа    | Лалла Вард               | 17-18  | Доля Далеків       | Брама воїнів         | 11            |
| 22    | Адрік           | Метью Ватерхаус          | 18     | Повне коло         | Логополіс            | 4             |
| 23    | Нісса           | Сара Саттон              | 18     | Хранитель Трейкена | Логополіс            | 2             |
| 24    | Тіґан Джованка  | Джанет Філдінг           | 18     | Логополіс          | Логополіс            | 1             |

### СупутникиП'ятого Доктора
| Номер | Супутник       | Актор                       | Сезони | Перша поява                   | Остання поява                     | К-сть історій |
| ----- | -------------- | --------------------------- | ------ | ----------------------------- | --------------------------------- | ------------- |
| 22    | Адрік          | Метью Ватерхаус             | 18-19  | Логополіс                     | Землетрус                         | 10            |
| 24    | Тіґан Джованка | Джанет Філдінг              | 18-21  | Логополіс Арка нескінченності | Часовий політ Воскресіння Далеків | 19            |
| 23    | Нісса          | Сара Саттон                 | 18-20  | Логополіс                     | Термінус                          | 12            |
| 25    | Візлор Тарлаф  | Марк Стріксон               | 20-21  | Мрець Модрін                  | Планета вогню                     | 10            |
| 26    | Камеліон       | озвучений Джеральдом Флудом | 20-21  | Королівські демони            | Планета вогню                     | 2             |
| 27    | Пері Браун     | Ніколя Брайант              | 21     | Планета вогню                 | Печери Андрозані                  | 11            |

### СупутникиШостого Доктора
| Номер | Супутник   | Актор          | Сезони | Перша поява                             | Остання поява                        | К-сть історій |
| ----- | ---------- | -------------- | ------ | --------------------------------------- | ------------------------------------ | ------------- |
| 27    | Пері Браун | Ніколя Брайант | 21-23  | Подвійна дилема                         | Суд над Володарем Часу: Шолом правди | 11            |
| 28    | Мелані Буш | Бонні Ленгфорд | 23-24  | Суд над Володарем Часу: Терор Вервоїдів | Час і Рані                           | 6             |

### СупутникиСьомого Доктора
| Номер | Супутник   | Актор          | Сезони | Перша поява    | Остання поява  | К-сть історій |
| ----- | ---------- | -------------- | ------ | -------------- | -------------- | ------------- |
| 28    | Мелані Буш | Бонні Ленгфорд | 24     | Час і Рані     | Вогонь дракона | 6             |
| 29    | Ейс        | Софі Альдред   | 24-26  | Вогонь дракона | Виживання      | 9             |

### СупутникиВосьмого Доктора
| Номер | Супутник      | Актор        | Сезони               | Перша поява  | Остання поява | К-сть історій |
| ----- | ------------- | ------------ | -------------------- | ------------ | ------------- | ------------- |
| 30    | Ґрейс Холовей | Дафні Ешбрук | Повнометражний фільм | «Доктор Хто» | «Доктор Хто»  | 1             |

### СупутникиДев'ятого Доктора
| Номер | Супутник      | Актор          | Сезони | Перша поява      | Остання поява      | К-сть історій |
| ----- | ------------- | -------------- | ------ | ---------------- | ------------------ | ------------- |
| 31    | Роуз Тайлер   | Біллі Пайпер   | 1      | «Роуз»           | «Роздоріжжя»       | 13            |
| 32    | Адам Мітчел   | Бруно Ленглі   | 1      | «Далек»          | «Довготривала гра» | 2             |
| 33    | Джек Гаркнесс | Джон Барроумен | 1      | «Порожня дитина» | «Роздоріжжя»       | 5             |

### СупутникиДесятого Доктора
| Номер | Супутник               | Актор            | Сезони                     | Перша поява           | Остання поява         | К-сть історій       |
| ----- | ---------------------- | ---------------- | -------------------------- | --------------------- | --------------------- | ------------------- |
| 31    | Роуз Тайлер            | Біллі Пайпер     | Діти у злиднях, 2 і 4      | «Різдвяне вторгнення» | Кінець мандрівки      | 22 (18 як супутник) |
| 34    | Міккі Сміт             | Ноель Кларк      | 2 і 4                      | «Шкільна зустріч»     | Кінець мандрівки      | 10 (5 як супутник)  |
| 35    | Донна Ноубл            | Кетрін Тейт      | Різдвяний випуск 2006 і 4  | «Судний день»         | Кінець мандрівки      | 16 (14 як супунтик) |
| 36    | Марта Джонс            | Фріма Аджимен    | 3 і 4                      | «Сміт і Джонс»        | Кінець мандрівки      | 19 (18 як супутник) |
| 33    | Джек Гаркнесс          | Джон Барроумен   | 3 і 4                      | «Утопія»              | Кінець мандрівки      | 6 (5 як супутник)   |
| 37    | Астрід Пет             | Кайлі Міноуг     | Різдвяний випуск 2007      | «Мандрівка проклятих» | «Мандрівка проклятих» | 1                   |
| 16    | Сара Джейн Сміт        | Елізабет Слейден | 2 і 4                      | «Шкільна зустріч»     | Кінець мандрівки      | 4 (2 як супутник)   |
| 38    | Джексон Лейк           | Девід Моррісі    | Різдвяний випуск 2008      | «Наступний Доктор»    | «Наступний Доктор»    | 1                   |
| 39    | Леді Крістіна де Соуза | Мішель Раян      | Великодній випуск 2009     | «Планета мертвих»     | «Планета мертвих»     | 1                   |
| 40    | Аделаїда Брук          | Ліндсі Дункан    | Листопадовий випуск 2009   | «Води Марса»          | «Води Марса»          | 1                   |
| 41    | Вілфред Мотт           | Бернард Кріббінс | Різдвяний випуск 2009—2010 | «Мандрівка проклятих» | Кінець часу           | 8 (1 як супутник)   |

### СупутникиОдинадцятого Доктора
| Номер | Супутник      | Актор          | Сезони             | Перша поява         | Остання поява               | К-сть історій                    |
| ----- | ------------- | -------------- | ------------------ | ------------------- | --------------------------- | -------------------------------- |
| 42    | Емі Понд      | Карен Гіллан   | 5-7                | «Одинадцята година» | «Янголи захопили Мангеттен» | 33 (31 як супутник)              |
| 43    | Рорі Вільямс  | Артур Дервіл   | 5-7                | «Одинадцята година» | «Янголи захопили Мангеттен» | 27 (24 як супутник)              |
| 44    | Рівер Сонг    | Алекс Кінгстон | 5-7                | «Час янголів»       | «Весілля Рівер Сонг»        | 11 (5 як супутник і 1 з Десятим) |
| 45    | Крег Овенс    | Джеймс Корден  | 6                  | «Квартирант»        | «Час закриття»              | 2 (1 як супутник)                |
| 46    | Клара Освальд | Дженна Коулман | 7-спецвипуски 2013 | «Притулок далеків»  | «Час Доктора»               | 12 (10 як супутник)              |

### СупутникиДванадцятого Доктора
| Номер | Супутник      | Актор          | Сезони                               | Перший епізод                 | Останній епізод       | К-сть історій       |
| ----- | ------------- | -------------- | ------------------------------------ | ----------------------------- | --------------------- | ------------------- |
| 46    | Клара Освальд | Дженна Коулман | 8-9                                  | «Глибокий вдих»               | «Одержимий»           | 26 (25 як супутник) |
| 44    | Рівер Сонг    | Алекс Кінґстон | Різдвяний спецвипуск-2015            | «Чоловіки Рівер Сонг»         | «Чоловіки Рівер Сонг» | 1                   |
| 47    | Нардол        | Метт Лукас     | Різдвяний спецвипуск-2016 — 10 сезон | «Повернення Доктора Містеріо» | «Падіння Доктора»     | 15 (14 як супутник) |
| 48    | Білл Поттс    | Перл Макі      | 10                                   | «Пілот»                       | «Двічі в часі»        | 13                  |

### СупутникиТринадцятого Доктора
| Номер | Супутник       | Актор          | Сезони                     | Перший епізод              | Останній епізод     |
| ----- | -------------- | -------------- | -------------------------- | -------------------------- | ------------------- |
| 49    | Грем О'Браян   | Бредлі Велш    | 11 — 12                    | «Жінка, що впала на Землю» | «Сила Доктора»      |
| 50    | Раян Сінклейр  | Тосін Кол      | 11 — 12                    | «Жінка, що впала на Землю» | «Революція далеків» |
| 51    | Ясмін Кхан     | Мендіп Ґілл    | 11 — 13                    | «Жінка, що впала на Землю» | «Сила Доктора»      |
| 33    | Джек Гаркнесс  | Джон Барроумен | Новорічний спецвипуск-2021 | «Революція далеків»        | «Революція далеків» |
| 52    | Ден Льюїс      | Джон Бішоп     | 13                         | «Геловінський апокаліпсис» | «Сила Доктора»      |
| 29    | Ейс            | Софі Альдред   | Спецвипуски-2022           | «Сила Доктора»             | «Сила Доктора»      |
| 24    | Тіґан Джованка | Джанет Філдінг | Спецвипуски-2022           | «Сила Доктора»             | «Сила Доктора»      |